# Azerska nacionalna knjižnica
Azerska nacionalna knjižnica Mirza Fatali Ahundov (aze. Mirzə Fətəli Axundov adına Azərbaycan Milli Kitabxanası) je nacionalna knjižnica Azerbajdžana koja se nalazi u glavnom gradu Bakuu. Danas predstavlja glavni informacijski i kulturni centar zemlje.
Knjižnica je osnovana 1922. godine te je dobila naziv po azerskom dramaturgu i filozofu Mirzi Ahundovu. Ukrašena je kipovima raznih pisaca i pjesnika kao što su: Nizami Ganjavi, Mahsati, Üzeyir Hacıbəyov, Šota Rustaveli, Aleksandar Sergejevič Puškin i drugi. Zgrada ima četiri kata a knjižni fond od 4,5 milijuna jedinica je raspodijeljen u osam razina. Posebno dizajnirana dizala donose knjige do krajnjih korisnika dok čitaonica ima 500 mjesta. Narudžba knjiga je moguća i putem e-maila uz prethodnu elektroničku registraciju.
Zgradu je dizajnirao azerski arhitekt Mihail Husejnov.

## Povijest
Azerska nacionalna knjižnica je osnovana 1922. dok je 23. svibnja 1923. premještena na svoju sadašnju lokaciju. Puni naziv knjižnice u početku je bio Glavna knjižnica i državno knjižna pohrana Azerbajdžana. Današnje ime knjižnica je dobila 11. srpnja 1939.
1962. knjižnica je dobila dopuštenje za stvaranje veza i razmjenu iskustava s Francuskom nacionalnom knjižnicom. Status nacionalne knjižnice dobiven je 2004. godine prema odluci nadležnog ministarstva. Godinu potom knjižnica je postala članicom Međunarodne organizacije europskih nacionalnih knjižnica. Time je Azerbajdžan postao druga post-sovjetska zemlja članica te organizacije nakon Rusije. Ta organizacija zasad ujedinjuje 54 europske knjižnice koje time čine jedinstveni sustav koji omogućava stvaranje europskog elektronskog kataloga knjiga.

## Knjižni fond
Ukupni knjižni fond iznosi 4,513 milijuna jedinica a on uključuje knjige, tiskane materijale, novine, mape, disertacije i druge zapise. Fond uključuje i kopije svih novina izašlih u sovjetsko vrijeme. Također, knjižnica dobiva po četiri kopije knjige i dvije kopije svakog časopisa i dnevnih novina objavljenih u Azerbajdžanu. Isto tako, u njoj su pohranjeni i mikrofilmovi te fotografije novina objavljenih u Azerbajdžanu prije boljševičke revolucije.

## Vanjske poveznice
|  | Zajednički poslužitelj ima još gradiva o temi Azerska nacionalna knjižnica |

- Službena web stranica Azerske nacionalne knjižnice (azer.) (rus.) (engl.)